# Zeche Albert Ludwig
Unter dem Namen Zeche Albert Ludwig sind in Nordrhein-Westfalen insgesamt sechs Steinkohlen–Kleinzechen bekannt. Von diesen sechs Zechen wurden zwei in Vormholz und vier im Hammertal in Witten betrieben. Zur besseren Unterscheidung wurden die Kleinzechen Albert Ludwig II, Albert Ludwig III, Albert Ludwig IV, Albert Ludwig V und Albert Ludwig VI genannt. Diese Nummerierung legt nahe, dass auch eine Zeche Albert Ludwig I existiert haben muss, über die jedoch nichts Näheres bekannt ist. Die Kleinzechen wurden zum Teil gleichzeitig betrieben, teilweise folgten sie aufeinander ab.

## Albert Ludwig II
Diese Kleinzeche befand sich auf der Ostseite des Hammertals in Witten, sie war der Nachfolgebetrieb des Stollens Kümpel. Im Jahr 1955 nahm das Bergwerk den Betrieb auf. Über einen tonnlägigen Schacht wurden mit sechs Bergleuten insgesamt 1.873 Tonnen Steinkohle gefördert. Schon im März des Jahres 1956 wurde Albert Ludwig II stillgelegt. ungefähre Lage

## Albert Ludwig III
Dieses Bergwerk war eine Stollenzeche, die sich ebenfalls im Hammertal in Witten befand. Die Inbetriebnahme erfolgte im Jahr 1955. Im Jahr 1956 wurden mit acht Bergleuten insgesamt 1.258 Tonnen Steinkohle gefördert. Am 27. Mai 1957 wurde die Zeche stillgelegt. ungefähre Lage

## Albert Ludwig IV
Die Inbetriebnahme dieser Kleinzeche, die sich in Vormholz am Kamperbusch befand, erfolgte im Jahr 1956. Ein Jahr darauf wurde mit acht Bergleuten insgesamt 3.084 Tonnen Steinkohle gefördert. Am 30. August 1958 erfolgte die Stilllegung. ungefähre Lage

## Albert Ludwig V
Diese Kleinzeche befand sich ebenfalls in Vormholz, östlich der Duchholzer Straße. Das Bergwerk wurde 1959 in Betrieb genommen und schon im ersten Jahr wurde  mit sieben Mann Belegschaft insgesamt 576 Tonnen Steinkohle gefördert. Am 21. Januar des darauffolgenden Jahres wurde die Zeche stillgelegt. ungefähre Lage

## Albert Ludwig VI
Diese Kleinzeche befand sich auch in Vormholz und war weniger als zwei Jahre in Betrieb. Am 1. Oktober 1960 erfolgte die Inbetriebnahme. Im Jahr 1961 wurde mit vier Bergleuten insgesamt 1.413 Tonnen Steinkohle gefördert. Am 31. Dezember des gleichen Jahres wurde das Bergwerk geschlossen. ungefähre Lage